# SpVg Emsdetten 05
Die SpVg Emsdetten 05 (offiziell: Spielvereinigung Emsdetten 05 e. V.) ist ein Fußballverein aus dem westfälischen Emsdetten mit rund 1.000 Mitgliedern. Die erste Mannschaft spielte 17 Jahre in der höchsten westfälischen Amateurliga und nahm einmal am DFB-Pokal teil.

## Geschichte

### Frühe Jahre (1905 bis 1945)
Im Jahre 1905 gründeten sich im Emsdetten der Turnverein Jahn und der Turnverein Eichenlaub, die sich drei Jahre später zum TV Deutsche Einigkeit Emsdetten zusammenschlossen. Im Jahre 1909 wurde der Turnverein Emsdetten 09 gegründet, der auch eine Fußballabteilung hatte. Im Dezember 1922 fusionierten der TV Deutsche Einigkeit und der TV 09 zum TuS Deutsche Einigkeit Emsdetten, aus dem der heutige TV Emsdetten hervorging.
Im Rahmen der Reinlichen Scheidung wurde die Fußballabteilung im Jahre 1924 als Spielverein Emsdetten 05 eigenständig, die im Jahre 1935 den heutigen Namen annahm. Sportlich erreichten die Emsdettener im Jahre 1930 den Aufstieg in die seinerzeit zweitklassige 1. Bezirksklasse Westfalen. Dort erreichte die Mannschaft in der Saison 1932/33 mit Rang vier ihre beste Platzierung, wurde aber bei der folgenden Ligareform in die Drittklassigkeit verbannt.

### Nachkriegszeit (1945 bis 1970)
Nach dem Zweiten Weltkrieg stieg die Mannschaft im Jahre 1948 in die Bezirksklasse Emsland auf und wurde auf Anhieb Meister mit drei Punkten Vorsprung auf den Lokalrivalen SV Borussia. In der folgenden Aufstiegsrunde zur Landesliga, seinerzeit die höchste Amateurliga Westfalen, scheiterten die Emsdettener als Gruppenletzter. Höhepunkt der Runde war das Heimspiel gegen den TSV Hüls vor 10.000 Zuschauern. Zwei Jahre später verlor die Spielvereinigung das Entscheidungsspiel um die Bezirksklassenmeisterschaft gegen Concordia Gronau im neutralen Rheine mit 0:1. Schließlich gelang im Jahre 1954 der Sprung in die Landesliga.
Zwei Jahre später wurde die Qualifikation für die neu geschaffene Verbandsliga Westfalen um Längen verpasst. Als Vorletzter blieb die Mannschaft nur deshalb Landesligist, weil in der Saison 1955/56 der Abstieg ausgesetzt wurde. Schließlich mussten die Emsdettener im Jahre 1958 wieder in die Bezirksklasse absteigen. Erst im Jahre 1967 kehrte die Spielvereinigung wieder in die Landesliga zurück. Dort kämpfte die Mannschaft zunächst zwei Jahre lang gegen den Abstieg, bevor der Mannschaft im Jahre 1970 der Aufstieg in die Verbandsliga Westfalen und damit in die höchste Amateurliga gelang. Der Bürgersteig vor dem Vereinslokal wurde daraufhin in den Vereinsfarben schwarz-weiß angestrichen.

### Fahrstuhljahre (1970 bis 2002)
In der Verbandsliga konnten sich die Emsdettener schnell etablieren. Nach einem sechsten Platz in der Saison 1971/72 wurde die Spielvereinigung vier Jahre später sogar Dritter hinter dem SC Herford und dem Ahlener SV. 1978 qualifizierten sich die Emsdettener für die neu geschaffene Oberliga Westfalen. Nachdem in der Auftaktsaison 1978/79 der Klassenerhalt nur knapp erreicht wurde, stieg die Mannschaft ein Jahr später als Vorletzter ab. Tiefpunkt der Saison war eine 1:9-Niederlage beim TuS Schloß Neuhaus. Ebenfalls im Jahre 1980 qualifizierten sich die Emsdettener zum ersten und bislang einzigen Mal für den DFB-Pokal. In der ersten Runde traf die Mannschaft auf den 1. FC Köln und unterlag vor 8.500 Zuschauern mit 0:6 Toren.
Zurück in der Verbandsliga kam die Spielvereinigung nicht über Mittelmaß hinaus. Einziger Höhepunkt war die Saison 1986/87, als die Emsdettener Dritter hinter der SpVg Marl und dem SC Hassel wurden. Im Jahre 1991 folgte der Abstieg in die Landesliga, ehe die Mannschaft acht Jahre später wieder in die Verbandsliga zurückkehrte. Nach einem vierten Platz in der Aufstiegssaison 2000/01 wurde die Spielvereinigung ein Jahr später unter Trainer Klaus Bienemann Vizemeister hinter Arminia Bielefeld Amateure. Das vorsorglich angesetzte Entscheidungsspiel gegen den Vizemeister der Parallelstaffel Sportfreunde Siegen II wurden im neutralen Oer-Erkenschwick mit 0:2 verloren. Da keine westfälische Mannschaft aus der Regionalliga abstieg durften auch die Emsdettener aufsteigen.

### Gegenwart (seit 2002)
In der Oberliga Westfalen kämpften die Emsdettener zunächst wieder gegen den Abstieg. Die Mannschaft erreichte dann in der Saison 2004/05 ihren sportlichen Zenit. Unter Trainer Siegfried Wolters blieb die Spielvereinigung in den ersten zehn Spielen ungeschlagen und holte 27 von 30 möglichen Punkten. Dieser Startrekord in der Oberliga Westfalen wurde erst zehn Jahre später von Rot Weiss Ahlen geknackt. Am Saisonende brach die Mannschaft ein und konnte keines der letzten sieben Spiele gewinnen. Dadurch rutschte die Mannschaft, die lange um den Aufstieg in die Regionalliga mitspielte, auf Platz sechs zurück.
Im Jahr 2007 stiegen die Emsdettener wieder aus der Oberliga ab. Es folgten drei Jahre Mittelmaß in der Verbandsliga, ehe die Spielvereinigung im Jahre 2011 als abgeschlagener Tabellenletzter in die Landesliga absteigen mussten. Dort wurde die Mannschaft in der folgenden Spielzeit in die Bezirksliga durchgereicht. 2013 gelang der direkte Wiederaufstieg in die Landesliga an. Vier Jahre später stieg die Mannschaft nur aufgrund der schlechteren Tordifferenz in die Bezirksliga ab. Der Wiederaufstieg gelang dann 2025.

## Stadion
Die SpVgg Emsdetten trägt ihre Heimspiele im 5.000 Zuschauer fassenden Salvus-Stadion am Grevener Damm aus. Das Stadion besitzt eine überdachte Tribüne, die mit etwa 200 Sitzschalen ausgestattet ist.

## Persönlichkeiten
- Guido Fleige
- Ulrich Gäher
- Günter Knoblich
- Dieter Stosberg